# Битва под Войниловом
Битва под Войниловом произошла 24 сентября 1676 во время Польско-турецкой войны 1672—1676 годов между войсками Речи Посполитой под командованием короля Яна III Собеского, Османской империи и Крымского ханства.

## Предыстория
В июне 1676 года огромная турецкая армия перешла Дунай и через Молдавию двинулась к границам Речи Посполитой. Её возглавлял Ибрагим-паша, которого за жестокость прозвали Шайтаном (Дьяволом). Официально заявлялось, что этот Ибрагим наделён дипломатическим полномочиями и идет ратифицировать мирный договор.
В августе османы разбили лагерь под Хотином и начали наводить большой мост через реку Днестр. Поляки не были готовы к вторжению. Покутье прикрывали только несколько легких хоругвей, которые гонялись за татарами. Тем не менее коронный обозный Зброжек, командовавший охраной приграничья, решил нанести удар на опережение. 19 августа он неожиданно атаковал переправу и сжёг мост.
Турки за несколько дней всё восстановили и переправились на польский берег. Одна за другой к ногам завоевателей пали крепости Чортков, Язловец, Бучач. Сначала польское командование считало, что главной целью похода Ибрагима-паши является Львов, и именно там начали накапливаться войска. Но когда османское войско резко повернуло на юго-запад, заняв Золотой Поток и Раковец, стало понятно, что турки идут на Станислав.
12 сентября турецкий парламентарий предложил гарнизону Станислава капитулировать. Получив отказ, османы начали осаду.
Теперь чётко наметилась главная цель кампании. Война подходит к концу, и в случае падения Станислава к османским трофеям добавится ещё и Покутье.
Пока гарнизон Станислава мужественно защищался, польский король Ян III Собеский собрал войско под Львовом и двинулся на выручку осаждённым.
Я. Собеский сперва отправился под Журавно, затем со всей своей конницей двинулся на разведку турецких войск, расположившихся под Станиславом. Польский авангард встретился в Войнилове с татарским чамбулом (летучим отрядом) и разбил его, но под натиском новых татарских сил был вынужден отступить. Ибрагим-паша немедленно снял осаду и двинулся на север.
Под с. Долгое татары атаковали главные силы Собеского, стремясь отрезать им путь к отступлению, но были отбиты. Поляки отошли к Журавно, где создали укреплённый лагерь. В Журавно (ныне Стрыйский район, Львовская область) армии встретились. Поляков было меньше, поэтому они укрылись в укрепленном лагере и 20 дней отражали атаки врага, что помогло одержать победу в следующей битве с турецким войском.
Между тем Станислав подсчитывал убытки. Турки сожгли оба пригорода, ограбили окружающие сёла и нанесли значительные потери гарнизону. В начале октября из города отправился отряд Яна Данненмарка, состоящий из пяти хоругвей польской кавалерии и двух казацких полков. Согласно приказу короля, он производил диверсии на флангах и в тылу турецкого войска.
17 октября 1676 был подписан Журавненский мирный договор. Туркам отходило Подолье, но Покутье оставалось за поляками.